# AH-1に関連する作品の一覧

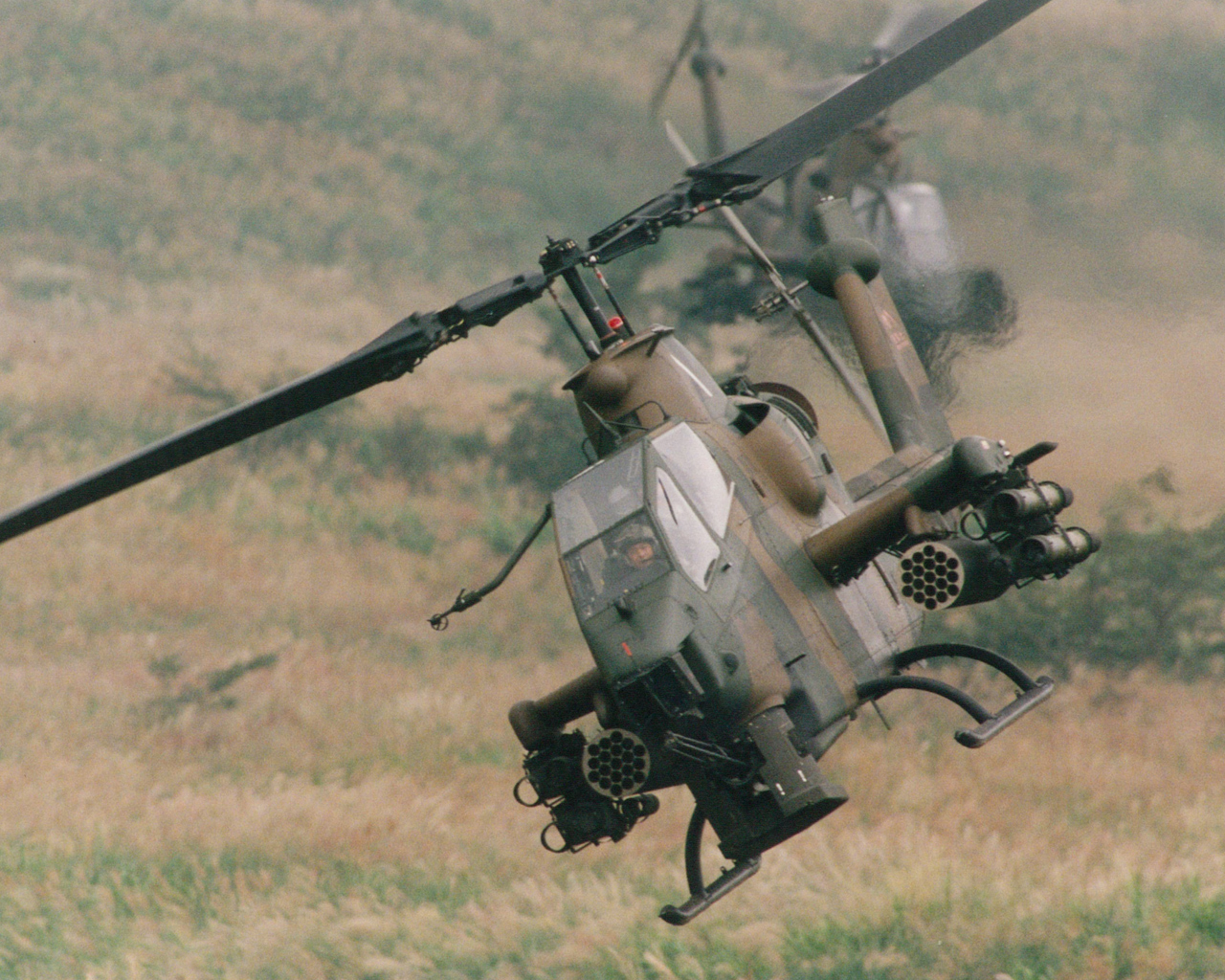
AH-1S コブラ

AH-1に関連する作品の一覧（AH-1にかんれんするさくひんのいちらん）は、アメリカ合衆国のベル・ヘリコプター社が開発した攻撃ヘリコプター、AH-1 コブラおよび、その系列機であるAH-1W スーパーコブラやAH-1Z ヴァイパーなどに関連する作品の一覧である。
AH-1は、世界初の攻撃ヘリコプターとして知名度が高いことや、初登場時から今日に至るまで改良型が作り続けられ、それが多くの国で現役であることから、登場する作品は多い。

## 映画
『THE NEXT GENERATION パトレイバー 首都決戦』
陸上自衛隊のS型が3機登場。東京を蹂躙している架空の攻撃ヘリコプター「AH-88J2改 グレイゴースト」を撃墜すべく出撃し、東京都庁舎付近での2機が追跡を、1機が隙を見てM197機関砲による攻撃を行うが、回避された上に光学迷彩で背後を取られ、逆に機関砲による反撃を受け1機がテールローターを破壊され、新宿中央公園に不時着する。
『アパッチ』
アメリカ陸軍のQ型が2機登場。序盤にて、麻薬カルテルの拠点制圧に向かうUH-60 ブラックホークを護衛していた最中、麻薬カルテルの私設軍隊が保有するOH-6 カイユースの攻撃を受ける。
『アメリカン・スナイパー』
アメリカ海兵隊のW型が登場。終盤にて、敵の襲撃を受けるクリス・カイルたちNavy SEALs隊員の脱出を支援するため、砂嵐が近づく中、現地上空へ急行する。
登場する機体はCGで描かれている。
『怪獣大決戦ヤンガリー』
地球防衛軍（UNDA）に参加した機体として登場。ネバダ州とカリフォルニア州の州境付近でエイリアンが出現させたヤンガリーに対し、M197およびロケット弾による攻撃を加えるが通じず、ヤンガリーの火球および肉弾攻撃を受け全滅する。
『ガメラ2 レギオン襲来』
陸上自衛隊のS型が登場。NTT北海道社員である帯津の策で名崎送信所の送信線に取り付いたソルジャーレギオンの大群に対してハイドラ70ロケット弾による集中攻撃を行い、これを壊滅させる。
『ゴジラシリーズ』
『ゴジラ』
架空の民間型が報道ヘリとして登場。
当初は有楽町にてゴジラを迎撃する、というシーンが絵コンテで描かれ、ミニチュアの製作が進められていたが、このシーンは上映時間の都合によりカットされた。上記の民間型はこのために製作していた自衛隊仕様のものを改造したものである。
制作にあたりAH-1のミニチュアは1/10スケールのものが1つ、1/48スケールのものが6つ発注されており、この際に製作されたミニチュアは以後のゴジラシリーズで引き続き使われている。また、1/10サイズのミニチュアは自主製作特撮映画『八岐之大蛇の逆襲』でも用いられた（後述）。
『ゴジラvsビオランテ』
実物が日本映画初登場。陸上自衛隊のS型が、ゴジラが浦賀水道に出現した際に出動するも、この時は待機したまま未登場となるが、その後に若狭で行われた「サンダービーム作戦」では戦闘に投入され、抗核バクテリアで弱ったゴジラを攻撃する。
映像は昼間に撮影された飛行シーンを夜のように暗くし、そこに雨を合成している。ミニチュアは、1/10、1/48、1/72スケールの3種類が用いられた。
『ゴジラvsモスラ』
AH-1そのものは登場しないが、陸上自衛隊機として本作に登場する架空機「93式メーサー攻撃機」は、S型の機体を元に開発されたと設定されている。93式メーサー攻撃機は2機が丹沢で陸上部隊とともにゴジラを攻撃するも、1機が撃墜されゴジラの横浜への進攻を許している。
『ゴジラvsスペースゴジラ』
国連Gフォースの攻撃ヘリコプターとしてS型が登場。UH-1 イロコイや艦隊とともに鹿児島湾に出現したゴジラを攻撃する。
未公開シーンでは撃墜される様子が映されている。
『ゴジラ2000 ミレニアム』
陸上自衛隊のS型が登場。東海村の原子力発電所に向かうゴジラを作戦地域に誘導するために大挙して出動し、久慈川河口内のゴジラに対して、3機編隊が代わる代わるにBGM-71 TOW対戦車ミサイルを撃ち込む。
『ゴジラ×モスラ×メカゴジラ 東京SOS』
陸上自衛隊のS型が登場。ゴジラの上陸に備えて品川開発区へと展開する陸上部隊の状況を報告する。
映像は新規カットがわずかで、残りはCGと『ゴジラ2000 ミレニアム』のシーンを反転流用したものである。
『シン・ゴジラ』
木更津駐屯地所属のS型が登場。第3形態に変化したゴジラを品川区上空から攻撃しようとするが、OH-1が逃げ遅れた住民を発見したため、攻撃中止を命令される。その後、第4形態に変化して再上陸したゴジラの東京都内侵入を防ぐために行われたB-2号計画「タバ作戦」に、立川駐屯地所属のAH-64Dとともに投入され、フェーズ1にて、武蔵小杉上空からM197とTOWを使用してゴジラを攻撃する。
撮影にはCGのほか、明野駐屯地所属の実物も用いられている。

『コン・エアー』
アメリカ軍のP型が2機登場。麻薬取締局からの要請を受け、囚人たちにハイジャックされたC-123K プロバイダーを追撃する。
『ザ・ロック』
アメリカ軍のE型が2機登場。テロリストに占拠されたアルカトラズ刑務所へ、主人公やNavy SEALs隊員たちを乗せて向かうCH-3 シーキングを護衛する。
撮影に使用されたのは、後述の『戦火の勇気』などに登場するレプリカ機をE型風に改造したものである。
『最強獣誕生 ネズラ -NEZULLA-』
自衛隊所属機が登場。封鎖されたことぶき市の上空を飛行している。
『深海獣雷牙』
台東防衛隊所属機として登場。怪獣雷牙の浅草再襲撃の際に出動し、架空のステルス攻撃機「F-177」による爆撃を支援すべく、バルカン砲を使用して雷牙の動きを止める。
『世界侵略: ロサンゼルス決戦』
アメリカ海兵隊のW型・Z型が登場。サンタモニカに襲来したエイリアンを迎撃すべく出撃し、主人公たちの上空も通過して行きながら、最前線で戦う部隊へ航空支援を行う。
『戦火の勇気』
アメリカ陸軍のP型が登場。撃墜されたUH-1H医療ヘリの乗員に迫るイラク軍を、ロケット弾とM197機関砲で攻撃する。
この作品は内容的に軍の協力を得ることができなかったため、登場する機体は武装を撤去して民間に払い下げられた機体に、ダミーの武装を改めて搭載した撮影用のレプリカ機である。同じ機体が『ザ・ロック』『マーシャル・ロー』（後述）などにも登場している。
『戦国自衛隊1549』
極秘実験中の事故により戦国時代へタイムスリップした第三特別実験中隊の装備として、陸上自衛隊のS型が登場。タイムスリップ直後に襲撃してきた戦国武者たちを迎撃し、その後は天導衆の主力兵器として利用される。
『デザート・ライオン』
イラク軍の攻撃ヘリとしてJ型が登場。イラク軍指揮官が自ら搭乗し、主人公たちを攻撃する。
『トランスフォーマー/リベンジ』
アメリカ海兵隊のW型が登場。終盤にて、「ファイヤーストーム作戦」が発動されたことを受け、紅海から上陸する海兵隊員たちの上陸支援を行う。
『マーシャル・ロー』
アメリカ陸軍のP型が登場。戒厳令が発令されたことを受けて出動し、テロリストの拠点を主人公も巻き添えにして攻撃する。
撮影に使用されたのは、『戦火の勇気』に登場したものと同じレプリカ機である。
『ミッション:インポッシブル3』
序盤の人質救出作戦時に登場。主人公たちが乗るヘリを撃墜するため、3発のミサイルを発射する。
『ミッドナイト・イーグル』
陸上自衛隊のS型が登場。終盤にて、某国工作員たちから核弾頭を死守している主人公たちを援護すべく日本アルプスへ出撃するが、現地上空で猛吹雪と工作員からの銃撃にさらされる。
『八岐之大蛇の逆襲』
防衛隊の攻撃ヘリとしてS型が登場。第13連隊司令の毛利大佐によって別部隊から呼び寄せられ、鳥取県米子市に現れた八岐之大蛇を攻撃する。
ミニチュアと実機を撮影した映像が併用されているが、ミニチュアは1984年版の『ゴジラ』のために製作されたが使用されなかったもので、特殊技術担当の樋口真嗣がゴジラの特撮スタッフとして働いていた縁から、特殊美術担当の長沼孝を通じて借り受けたものである。
『山猫は眠らない6 裏切りの銃撃』
アメリカ海兵隊のZ型が登場。冒頭、人質救出任務を行っていたブランドンら狙撃兵達が、敵のイスラム過激派戦闘員の部隊と戦闘に陥った際、航空支援を行うべく2機が飛来し、M197 20mm機関砲による攻撃で敵を一掃する。

## テレビドラマ・オリジナルビデオ
『24 -TWENTY FOUR-』
シーズン4のヘラー国防長官救出作戦でW型が1機、シーズン6のアサド暗殺計画にてZ型が2機登場。
『SFX巨人伝説ライン』
陸上自衛隊のS型が登場。第7話では鹿島港に上陸した3体の怪獣のうちゴロマキングを機関砲で攻撃し、第11話では主人公の指揮の下に富士絶対防衛戦での対バグズン戦に参加し、第13話では千葉県付近でレッドコングを迎撃する。
『ウルトラセブン』
第28話にキル星人の攻撃ヘリコプターとして2機登場。ラリーレースに紛れて地球防衛軍の高性能爆薬「スパイナー」を運ぶ、レースカーに偽装したウルトラ警備隊の輸送車両を襲撃する。
『ジェネレーション・キル』
アメリカ海兵隊のW型が登場。作中の随所にて、海兵隊員たちへの航空支援を行う。
『星間特捜アサルトライザー』
陸上自衛隊のS型が登場。第1話では、名古屋に出現したドドゴに対して出動し、BGM-71 TOWによる攻撃を行う。第3話では、東シナ海からの金剛コング上陸を受けて出動する。
『超星神シリーズ』
各作品で国防軍の攻撃ヘリコプターとして登場。怪獣などを迎撃する。
『電撃戦隊チェンジマン』
第21話に地球守備隊日本支部の攻撃ヘリコプターとしてS型が登場。富士重工業の工場でライセンス生産され、完成したばかりの陸上自衛隊所属機を撮影のために借りた上で、地球守備隊日本支部所属機としての塗装とマーキングを施したものと思われる。ただし、飛行シーンはなし。
『ミラーマン』
第3話に防衛隊の攻撃ヘリコプターとしてコールサイン「シルバー1号」とする機体が登場。ポイント246・0017付近で突如消滅したひかり号を上空から捜索していた最中、インベーダーが出現させた異次元空間に進入してしまう。

## アニメ・漫画
『BLUE SEED』
陸上自衛隊所属機が登場。オープニングにて、都市部に出現した巨大植物を包囲する姿が描かれている。
『Re:CREATORS』
第5話に陸上自衛隊所属機が登場。主人公一行を捕える特殊作戦群の援護要請を受けて出撃し、ギガスマキナに対して展開する。
『That's!イズミコ』
亜奈開夢美が極楽院和泉子（イズミコ）攻撃に使用。後に亜奈開家へ赴任する鍋島教授も利用している。
『ウルトラ・スーパー・デラックスマン』
OVA版に陸上自衛隊所属機が登場。74式戦車とともに、ウルトラ・スーパー・デラックスマンの家を攻撃する。
『代紋TAKE2』
陸上自衛隊のS型が登場。ビルの屋上で女性を襲っていた暴漢らに対して、音声による警告を行うが効果がなかったため、給水塔に向けて20mm ガトリング砲M197による威嚇射撃を行い、給水塔を破壊する。
『神の獣』
陸上自衛隊機が登場。東京駅付近を蹂躙する怪獣オーガを攻撃するが効果はなく終わる。その後、東京ドーム地下から再出現したオーガに対して出撃するも通用せず、オーガが新宿を壊滅させた後に攻撃を中止する。
『岸和田博士の科学的愛情』
単行本第2巻に日本国防衛軍の攻撃ヘリコプターとして登場。AH-64 アパッチなどとともに、安川2号に乗っ取られた岸和田研究所を攻撃すべく出撃する。
『機動警察パトレイバー』
初期OVAシリーズ第5話に自衛隊所属機が登場。反乱を起こした自衛隊内部の決起軍によって持ち出され、東京都内上空に展開する。
『銀魂』
アニメ版172話に大江戸警察の所属機としてZ型が登場。凶悪犯を運ぶ護送車の上空に3機が展開する。
『クオリディア・コード』
人類軍の攻撃ヘリとして登場。第10話と第11話にて、異来生物「アンノウン」に占領された南関東地域の奪還作戦に参加する。
『クレヨンしんちゃん』
第257-C話にいじめっ子の小学生が飛ばすラジコンヘリコプターとしてS型が登場。かすかべ防衛隊の面々を追い回すも、最終的にしんのすけの紙飛行機がローターに絡まり墜落、全損する。
『クレヨンしんちゃん 爆発!温泉わくわく大決戦』
陸上自衛隊のS型が多数登場。埼玉県内を侵攻する風呂嫌いテロ組織「YUZAME」の巨大ロボットを迎撃する。

『クロムクロ』
第2話から陸上自衛隊所属機が登場。異星人「エフィドルグ」に操られて富山県内に降下してくる巨大ロボット「ジオフレーム」を迎撃すべく出撃する。
『ゲゲゲの鬼太郎』
テレビアニメ第6シリーズ第11話に陸上自衛隊所属機が登場。八百八狸が送り込んだ妖怪獣をM197機関砲で攻撃するが効果は無く、その後第2部隊、第3部隊が展開するが総理が責任逃れで八百八狸に全面降伏した上政権を明け渡してしまったため、攻撃は行わなかった。
『ゴジラ S.P ＜シンギュラポイント＞』
本編には登場しないが、PV第3弾にて陸上自衛隊のS型がゴジラウルティマと対峙するカットが用いられている。
『最臭兵器』
陸上自衛隊のS型が多数登場。強烈な臭気を発しながら東京に向かう主人公を迎撃すべく大編隊が出撃し、大月市付近から上野原市付近にかけての中央自動車道上をスーパーカブで移動する主人公に対して、BGM-71 TOWやハイドラ70を使用する。
『ザ・ワールド・イズ・マイン』
作中に登場する熊に似た怪獣ヒグマドンの捕殺に出動。ヒグマドンの予想外の敏捷性の高さにミサイルもロケット弾も全く命中せず、逆に1機が撃墜されるが、攻撃を近距離からのガトリング砲射撃に切り替えたことで、弾切れ寸前でようやく無力化に成功する。作中の描写から東北方面隊第2対戦車ヘリコプター隊の所属機と推測される。
『ジオブリーダーズ』
アメリカ海兵隊所属機が登場。「化け猫」と戦闘を行う。
『砂の薔薇』
作品各所に様々な型が敵味方両方に登場。
『正解するカド』
アニメ第1話にて、陸上自衛隊所属のS型が登場。羽田空港に出現した物体「カド」をOH-1と共に観測する。
『聖戦士ダンバイン』
日本国防隊の攻撃ヘリとして登場。第16話から第18話にかけて、東京上空に現れたオーラバトラーの迎撃に出動し、オーラバトラー「バストール」と数回に渡って交戦する。
『西武新宿戦線異状なし DRAGON RETRIEVER』
陸上自衛隊所属機とアメリカ海兵隊所属機が登場。在日米軍が日本に持ち込んだ核弾頭搭載トマホーク巡航ミサイルの回収を計る「解放区」の女性政治委員の身柄を巡って西武園ゆうえんち上空で空中戦を繰り広げるほか、主人公たちも海兵隊機を強奪して使用する。
『世界征服〜謀略のズヴィズダー〜』
第1話に陸上自衛隊所属のS型が登場。10式戦車とともに、東京都西ウド川市に出現した巨大未確認生物（クルクル）を攻撃する。
『ターミネーター0』
陸上自衛隊所属機と思しき機体が登場。人型ロボット1NNO（イノ）達が人間の捕縛と抵抗者の殺害を開始したことによる混乱を受け、東京上空に飛来する。また機関砲で機銃掃射を行っている様子もある。
『デジモンテイマーズ』
暴れ回るデジモンに対してたびたび出動し、攻撃を行う。また、本来は部外者であるはずのヒュプノス室長や山木満雄もコパイロットとして搭乗する。
『天空戦記シュラト -創世への暗闘-』
第2話の終盤に登場。富士樹海を捜索中のヒュウガとリョウマに陸上自衛隊のAH-1と90式戦車の小隊規模の集団が襲い掛かる。2人は神甲冑を纏い反撃を加えるが、破壊された残骸から出てくる乗員の姿を見ると一転し遁走の一途を辿り苦戦を強いる。
『ドリームハンター麗夢III 夢隠 首なし武者伝説』
陸上自衛隊のS型が登場。東富士演習場での演習に偶然参加していた機体が、同じく演習に参加していた他部隊とともに、巨大化して地中から出現した首なし武者を攻撃する。
『なるたる』
単行本第4巻（アニメ版第7話・第8話）に陸上自衛隊の攻撃ヘリとして架空の派生型である「コブラプラス」が登場。ヘルファイア対戦車ミサイルの搭載が可能となっている。作中では、コールサイン「バーバーバー」とする機体が、東富士演習場付近で行われる「竜の子」の捕獲作戦に投入される。
『ハカイジュウ』
単行本第7巻に特殊生物対策部隊の攻撃ヘリとして登場。新宿トール型を始めとする特殊生物群に対して新宿で行われた「臨界戦」に参加する。
『バトルオーバー北海道』
陸上自衛隊のS型が登場。北海道に侵攻したソ連軍の迎撃に投入されており、作中で度々上空を飛行している様子が描かれる。またソ連軍地上部隊への攻撃中にMi-28の奇襲を受けるが、Mi-28の後ろを取った隙に機関砲でこれを撃墜する。
『ぶらどらぶ』
陸上自衛隊機が登場。第4話では、木更津駐屯地所属とされるJ型が血泥町上空に出現したサラマンダーに対して出動する。第10話では、巨大化し東京タワーに登る腐乱犬八十八の周囲に展開する。
『星を追う子ども』
秘密組織アルカンジェリの攻撃ヘリとして登場。陸上自衛隊のS型を参考に作画されているため、作中の設定年代（1970年代中盤）では存在していないQ型以降の型式の機体が描かれている。
『まりかセヴン』
陸上自衛隊のS型が登場。コードネーム「ブルーサンダー」とする部隊の機体が、たびたび怪獣を攻撃する。
『まりんこゆみ』
アメリゴ海兵隊（米海兵隊がモデル）の機体としてZ型が登場。最終話にて、少尉に任官した主人公がパイロットとして搭乗する。
『ヤマタイカ』
第2部にアメリカ軍所属機が登場。ヤマタイカのマツリによって復活した大和型戦艦「大和」の上空から日本の報道ヘリコプターを排除すべく威嚇発砲を行おうとするが、「大和」から副砲と高角砲による攻撃を受ける。
『勇午』
「パキスタン編」に政府軍所属機が登場。反政府ゲリラを攻撃する。
『勇者警察ジェイデッカー』
陸上防衛軍所属機として登場。第5話では第9師団所属機が街に達する恐れがあるガワンを攻撃するが、攻撃は通用せず複数機が撃墜される。第18話では2機一組で電撃ネットを吊り下げ、コンビナート地帯に向かう巨大化したパンダに対して投下している。
『ルパン三世シリーズ』
『ルパン三世 GREEN vs RED』
民間軍事会社「ナイトホークス」の攻撃ヘリコプターとして登場。
『ルパン三世 PART5』
アメリカ海兵隊のZ型が登場。SHAKEHANZ社制圧のために投入され ルパン達が乗った車を破壊しようと攻撃するが次元が所持していたバレットM82の対空仕様で迎撃され墜落する。その後SHAKEHANZ社ビルでも展開されルパンが非常階段を上っている最中にヘルファイアを発射し妨害した。

## 小説
『MM9』
第2巻および外伝『トワイライト・テールズ』に登場。第2巻では、陸上自衛隊第4対戦車ヘリコプター隊所属のS型がAH-64Dとともに、東京に降下してきた怪獣6号ゼロケルビンを神田川付近で攻撃する。『トワイライト・テールズ』では、タイ王国空軍所属機がウッタラディット県に現れた怪獣ゼオーを攻撃する。
『Op.ローズダスト』
東部方面航空隊所属のS型が登場。テロリストグループ「ローズダスト」との戦いの最終局面に投入され、OH-1とともに臨海副都心上空に展開する。また、主人公たちが強奪して搭乗し、ローズダストが使用する特殊焼夷弾「T-Pex」の排除を行う。
『あけましておめでとう計画』
日本テレワークの社用機として登場。アメリカ陸軍から2機が払い下げられており、うち1機が日本テレワークによる『ゆく年くる年』内の企画「あけましておめでとう計画」の妨害を目論むガチャピン（の着ぐるみを着た宇宙人）の捜索に使用される。
『ヴァンパイヤー戦争』
第3巻にアメリカ軍機が登場。主人公が持つ「斉明天皇の宝玉」を狙うCIAによってUH-60とともに使用され、釈迦ヶ岳付近で主人公らおよびKGBが日本に持ち込んだMi-24と交戦し、最終的にMi-24に撃墜される。
『越境』
砂川文次の小説。陸上自衛隊所属のS型が登場。無政府状態と化した北海道東北部への支援物資輸送のため組織された「支援飛行隊」のAH班が装備しており、主人公の入木2尉も搭乗している。しかし序盤に武装勢力の攻撃を受け、反撃と離脱をするも撃墜される。
『ゲート 自衛隊 彼の地にて、斯く戦えり』
小説・漫画・アニメ版に異世界「特地」へ派遣された自衛隊の装備として、陸上自衛隊のS型が登場。イタリカ防衛線では、ワーグナーの『ワルキューレの騎行』の音楽に乗りながら盗賊団を圧倒的な火力で攻撃するという、映画『地獄の黙示録』のパロディシーンが作中で描かれている。その後の炎龍討伐戦では、ジゼルが繰り出した新生竜2頭へTOWを発射してとどめを刺す。
アニメ版第1話では、銀座に侵攻してきた異世界の軍勢のワイバーンを攻撃する。
『ジェノサイド』
PKO部隊の攻撃ヘリコプターとして登場。神の抵抗軍（LRA）との戦闘で使用される。
『生存者ゼロ』
陸上自衛隊のS型が登場。北海道に発生した人食いシロアリの大群を迎撃すべく出撃し、札幌市豊平川に展開された絶対防衛ラインの上空に展開する。
『宣戦布告』
小説・映画版に第5対戦車ヘリコプター隊所属のS型が登場。
小説版では中盤から、敦賀半島に侵入した北朝鮮特殊部隊に対する「はぎ作戦」に計10機が投入される。しかし、警察比例の原則により武装が強力すぎるとして、なかなか発砲許可が下りなかった。
映画版では終盤にて、山小屋に篭城する北東人民共和国特殊部隊をM197機関砲で攻撃する。映画版に登場する機体は、自衛隊の協力を得られなかったため、ほとんどがCGで描かれたものである。
『続・戦国自衛隊』
小説、漫画版に戦国時代へタイムスリップしたアメリカ軍の装備として、アメリカ海兵隊のW型が登場。
小説版では、2機が「関ヶ原の戦い」に投入され、同様にタイムスリップし石田三成に味方する自衛隊を攻撃する。
漫画版では、戦国時代へタイムスリップするワスプ級強襲揚陸艦「エセックス」に艦載されていたが、タイムスリップの最中に全機が消失したため、戦国時代では登場しない。
『民遺監シリーズ』
『天外魔艦』
陸上自衛隊のS型が登場。技術研究本部民族遺産管理室（民遺監）の指揮下にあり、天草灘上空2千メートルの幽霊護衛艦「あきつき-44」を偵察する佐世保地方隊のHSS-2Bを撃墜する。
『屍食回廊』
陸上自衛隊のS型が登場。民遺監の指揮下にある機体が、地下に屍食鬼の群と「火の王」が出現した川崎飛地の上空に展開するが、警務隊による民遺監摘発の進行に伴い撤退する。

『特命武装検事・黒木豹介』
主人公である黒木豹介の愛機として、S型をベースにジェットエンジンの搭載やコックピットの並列複座化などの改造を施した特別仕様機が登場。
『日本北朝鮮戦争 竹島沖大空海戦』
陸上自衛隊のS型が2機登場。敦賀原発防衛部隊の増援として飛来するが、1機が北朝鮮工作員からのロケットランチャーで撃墜される。しかし、残りの1機が北朝鮮工作員に対してハイドラ70ロケット弾で攻撃を行い、1度目の撃退に成功する。また、2回目の北朝鮮工作員襲撃の際には5機に増えており、5機一斉に胴体下の20mm ガトリング砲M197を用いて機銃掃射を行う。
『日本国召喚』
小説・漫画版に陸上自衛隊のS型が登場。小説版ではAH-64Dとともに全編にわたって登場しており、第1巻ではロウリア王国軍の騎兵隊やワイバーンなどと交戦するほか、第6巻ではグラ・バルカス帝国陸軍第4機甲師団の戦車隊と交戦する。また第1巻や第3巻ではヘリコプター搭載護衛艦「いずも」「いせ」に搭載され、敵の木造帆船や戦列艦に対艦攻撃を行う。漫画版では2巻と3巻に登場している。
『放射能獣-X』
陸上自衛隊のS型が登場。東京湾に侵入した怪獣エックスを攻撃するが、エックスが放った超音波を受けて全滅する。なお、攻撃にはTOWの他、実機には装備されていないバルカン砲を用いている。
『滅びの宴』
小説・漫画版に陸上自衛隊のS型が登場。入間基地と府中基地に展開していた戦術ヘリコプター団所属機が、市ヶ谷駐屯地を襲撃・占拠した過激派の実行部隊を制圧する。
『マタンゴ 最後の逆襲』
陸上自衛隊機として架空の派生型「キングコブラ」（同名の実験機との関連性は不明）が登場。防衛省の特務機関によって青木ヶ原樹海に隠匿されていたマタンゴの群れを処分すべく北富士演習場から出撃し、対戦車ミサイルおよび特殊焼夷弾「ザ・レイン」を用いて焼却する。
『未来獣ヴァイブ』（旧題『機械獣ヴァイブ』）
陸上自衛隊のS型が登場。怪獣「ヴァイブ」を迎撃すべく出撃し、東京湾に侵入した際はガトリング砲で、上陸し新宿で変態を遂げた際はTOWで攻撃を行うが、いずれもヴァイブには通用せず、逆に反撃を受けて数機が撃墜されている。
『妖精作戦』
第1巻および第3巻に登場。第1巻ではSCFに所属するJ型が、小牧ノブを誘拐するUH-1を護衛する。第3巻では北部方面航空隊所属のS型がSCFの指揮下で「カーニバル・ナイト作戦」に投入され、国立市上空に展開する。
『ルーントルーパーズ 自衛隊漂流戦記』
陸上自衛隊のS型が4機登場。ヤキマ演習場での、アメリカ軍から融通された廃棄予定の戦車や装甲車を標的とする実弾演習に参加しており、TOWを一斉発射して標的を破壊する。

## ゲーム
『Another Century's Episode』
ゲーム中の挿入ムービーに登場。
『ARMA 2』
アメリカ軍がZ型を使用。
『Just Cause 2』
「Sivirkin 15 Havoc」の名称でW型とMi-28 ハボックが混ざった外見の攻撃ヘリコプターが、「AH-33 Topachula」の名称でZ型が登場する。
『Modern Warships』
プレイヤーが操作可能な艦載機としてAH-1Zが登場。課金で入手できる。
『Operation Flashpointシリーズ』
『OFP:CWC』
アメリカ軍陣営で使用可能な攻撃ヘリコプターとして登場する。
『OFP:DR』
アメリカ海兵隊陣営で使用可能なヘリコプターとしてZ型が登場する。ゲーム内説明では通称が「スーパーコブラ」となっている。
『THE 大美人』
プレイヤーの搭乗機として、S型をモデルとした自衛隊所属の架空の攻撃ヘリコプター「BH-2S ゴリラ」が登場。形状はAH-1Sに準じているが、レーザーガン、トレースビーム砲、麻酔弾、解毒弾、炸裂弾などの各種特殊兵装を装備することができる。第1話・第2話では沖縄県皆古島、第4話では富士山麓、第6話では新宿で巨大双葉理保に対する作戦に投入される。
『Wargame Red Dragon』
NATO陣営のアメリカ軍デッキ、自衛隊デッキで使用可能なヘリコプターとして、アメリカ軍デッキにはE型・F型・J型・S型・T型・W型が、自衛隊デッキにはS型が登場する。
『War Thunder』
プレイアブルな機体として、アメリカのヘリコプターツリーにG、F、Z型が登場。
『エアロダンシング 4 New Generation』
陸上自衛隊仕様のS型に搭乗可能。
『凱歌の号砲 エアランドフォース』
日本を占拠したアメリカ海軍の攻撃ヘリとして登場。プレイヤーも購入して使用できる。
『強襲機甲部隊 攻撃ヘリコプター戦記』
プレイヤーの搭乗機としてW型が登場。
『空戦乙女☆ヴァージンストライク』
機体そのものではなく擬人化したAH-1の空乙女が複数登場している。
『コール オブ デューティシリーズ』
『CoD4』
キャンペーンでアメリカ海兵隊がW型を使用。マルチプレイではSAS・USMC側で一定数の敵を死ぬことなく倒せば要請することが可能。プレイヤーが搭乗することはできない。
『CoD:MW2』
主にレンジャー連隊がW型を使用。マルチプレイのキルストリークとして航空支援を要請できる。
『CoD:MW3』
W型が登場する。
『CoD:BO』
キャンペーン、マルチにAH-1が登場する。キャンペーンに登場するものはシャークマウスが描かれている。
『ゴジラシリーズ』
『ゴジラ 列島震撼』
プレイヤーが指揮可能なユニットの1つとして、Gフォース所属機が登場。
『ゴジラ・ジェネレーションズ』
自衛隊機が登場。各エリアにて敵機として出現し、プレイヤーキャラクターであるゴジラなどの怪獣を攻撃する。
『『シン・ゴジラ』スペシャルデモコンテンツ for PlayStation®VR』
自衛隊機が登場。東京駅付近を蹂躙するゴジラを陸上部隊とともに攻撃している。

『サンダーストーム』
AH-1などをモデルとした架空の攻撃ヘリコプター「LX-3 サンダーストーム」が登場。主に武装化テロリストに立ち向かうために使用される。
『ジャイロダイン』
自機としてAH-1をモデルとした架空のヘリコプター「ジャイロダイン」が登場。エイリアンと地球侵略のための共同軍を結成したS国に対し出撃する。
『スーパーコブラ』
自機としてAH-1をモデルとした架空の攻撃ヘリコプター「スーパーヘリ」が登場。UFOやミュータントなどと交戦する。
『ゼロガンナー』
自機としてAH-1の架空の派生型「AH-1SX コブラ」が登場。特殊傭兵部隊「ZERO」によって運用されており、世界各地で発生するテロに対し投入される。
『戦闘国家シリーズ』
アメリカや日本の基本装備として組み込まれる。
『大怪獣デブラス』
地球防衛隊の攻撃ヘリコプターとして、AH-1をモデルとした「AH-1 ペガサス」が登場。プレイヤーが指揮可能。
『タイムギャル』
第10シーンにて、M1エイブラムスとともに敵機として登場。
『特撮体感VR 大怪獣カプドン』
防衛隊所属機という設定で敵機として登場。街に出現したカプドンを迎撃する。
『破壊王 キング・オブ・クラッシャー』
敵機として自衛隊機および米軍機が登場。奥多摩、東京都心、ニューヨークにて、怪獣と化した主人公に対してミサイル攻撃を行う。
『バトルフィールドシリーズ』
『BFV』
G型がアメリカ陣営側に登場。
『BF2』
「AH-1Zスーパーコブラ」という名でアメリカ陣営側に登場している。本来Z型の愛称はヴァイパーで、スーパーコブラはW型のことを指すので、製作会社側で混同している模様。
『BF3』
Z型がアメリカ海兵隊陣営で登場。COOPの1ミッションおよびマルチプレイでの戦闘機登場ステージで搭乗可能。名称は「AH-1Z ヴァイパー」と正式名称通りのものになっている。
『BF4』
マルチプレイにてZ型がアメリカ海兵隊陣営で登場する。

『ファンタシースターオンライン2』
AH-1をモデルとしたエネミー「スネークヘリ」および「ブラックスネーク」が登場。人々の恐怖心や苦手意識の対象を象ってエーテルが具体化した「幻創種」の1種とされ、東京や日本近海などに出現する。
なお、設定上は自衛隊機ではないが、機体には日の丸および「陸上自衛」の文字が描かれている。
『マーセナリーズ2 ワールド イン フレームス』
「アンバサダーガンシップ」の名称でW型が登場し、連合軍が使用する。M197機関砲・ハイドラ70ロケット弾・AGM-114 ヘルファイア・AIM-9 サイドワインダーを装備。
『陸海空 最前線』
プレイヤーが搭乗可能な機体の1つとして、AH-1をモデルとした架空のジェットヘリ「JH-80」が登場する。
このほか、数多くのアニメ・特撮ドラマ・ゲーム・小説などの各種作品に登場している。